# Gerbillus dunni
Gerbillus dunni (піщанка Данна) — вид гризунів, поширений переважно в Еритреї, Ефіопії, Сомаліленді та Джибуті. Це тварина сухих луків і скелястих рівнин. Піщанка Данна була вперше описана британським зоологом Олдфілдом Томасом як Gerbillus dunni у 1904 році. Її каріотип 2n=74. Його природне середовище існування не знаходиться під загрозою, і Міжнародний союз охорони природи оцінив його природоохоронний статус як «найменше занепокоєний».

## Опис
Піщанку Данна можна відрізнити від інших за волохатими підошвами задніх лап. Довжина голови і тіла близько 98 мм, а хвоста 135 мм. Маса близько 38 г.

## Розповсюдження
Батьківщиною піщанки Данна є Африканський Ріг. Його ареал включає Еритрею, Джибуті, східну Ефіопію та північне Сомалі. Його типове середовище існування — це голі або малорослинні скелясті рівнини, сухі луки та сухі савани.